# Maurice Wilkins
Maurice Hugh Frederick Wilkins (n. 15 decembrie 1916, Pongaroa⁠(d), Wellington⁠(d), Noua Zeelandă – d. 5 octombrie 2004, Greater London, Anglia, Regatul Unit) a fost un biofizician britanic. A făcut descoperiri privind structura moleculară a acizilor nucleici și importanța lor pentru transmiterea informației în substanța vie. A determinat structura moleculară completă dublu-elicoidală a ADN-ului folosind difracția cu raze X. A primit Premiul Nobel pentru fiziologie și medicină (1962), împreună cu Francis Crick și James D. Watson.